# Parthenocissus feddei
Parthenocissus feddei là một loài thực vật hai lá mầm trong họ Nho. Loài này được (H. Lév.) C.L. Li miêu tả khoa học đầu tiên năm 1996.